# Joseph Tortelier
Joseph Jean-Marie Tortelier (Bain-de-Bretagne (Ille-et-Vilaine), 12 février 1854 – Eaubonne (Val-d'Oise), 1er décembre 1925), était un menuisier, militant anarchiste et syndicaliste révolutionnaire partisan de la grève générale.

## Biographie
Orateur populaire de réunions publiques, Joseph Tortelier n’a laissé aucun écrit, ni brochure, ni correspondance. Il est pourtant un militant de premier plan qui, dans l’histoire du mouvement ouvrier français, a sa place aux côtés des Fernand Pelloutier, Émile Pouget, ou Paul Delesalle, venus du mouvement libertaire et bâtisseurs du mouvement syndicaliste.
Il a été condamné le 3 avril 1883 à trois mois de prison à la suite de la manifestation des sans travail du 9 mars 1883.
Il adhère en 1884 au groupe anarchiste La Panthère des Batignolles.
Le 9 août 1888 au cours d’un meeting en pleine grève des terrassiers, il prend la parole devant 400 personnes aux côtés de Louise Michel et Charles Malato : « Ce n’est que par la grève universelle que l’ouvrier créera une société nouvelle, dans laquelle on ne trouvera plus de tyrans ».
En mars 1891, il doit participer à une réunion anarchiste à Saint-Denis, où il est l'un des trois orateurs prévus - Faure et Martinet devant aussi intervenir, mais il annule sa participation peu avant.  
C’est en tant que fervent orateur partisan du concept de la grève générale qu’il joua un rôle de premier plan dans le mouvement social.
Il a ensuite animé, avec d'autres, la Ligue des antipatriotes et la Ligue des antipropriétaires.